# Kabinett Barre III
Das Kabinett Barre III war von 1978 bis 1981 die Regierung Frankreichs. Es wurde am 7. April 1978 ernannt, nachdem Raymond Barre am 4. April 1978 zum dritten Mal zum Premierminister ernannt worden war. Das Kabinett löste damit die zweite Regierung Barre ab und wurde in den folgenden Jahren mehrfach umgebildet. Die Regierung blieb bis zum 14. Mai 1981 im Amt und wurde dann vom Kabinett Mauroy I abgelöst.

## Kabinett

### Minister
Dem Kabinett gehörten folgende Minister an:
| Amt                                            | Name                 | Beginn der Amtszeit | Ende der Amtszeit |
| ---------------------------------------------- | -------------------- | ------------------- | ----------------- |
| Premierminister                                | Raymond Barre        | 4. April 1981       | 14. Mai 1981      |
| Siegelbewahrer, Justizminister                 | Alain Peyrefitte     | 7. April 1978       | 14. Mai 1981      |
| Ministerin für Gesundheit und Familie          | Simone Veil          | 7. April 1978       | 4. Juli 1979      |
| Minister für Gesundheit und soziale Sicherheit | Jacques Barrot       | 4. Juli 1979        | 14. Mai 1981      |
| Innenminister                                  | Christian Bonnet     | 7. April 1978       | 14. Mai 1981      |
| Außenminister                                  | Louis de Guiringaud  | 7. April 1978       | 29. November 1978 |
| Außenminister                                  | Jean François-Poncet | 29. November 1978   | 14. Mai 1981      |
| Verteidigungsminister                          | Yvon Bourges         | 7. April 1978       | 2. Oktober 1980   |
| Verteidigungsminister                          | Joël Le Theule       | 2. Oktober 1980     | 14. Dezember 1980 |
| Verteidigungsminister                          | Robert Galley        | 22. Dezember 1980   | 14. Mai 1981      |
| Minister für Arbeit und Beteiligung            | Robert Boulin        | 7. April 1978       | 29. Oktober 1979  |
| Minister für Arbeit und Beteiligung            | Jean Mattéoli        | 8. November 1979    | 14. Mai 1980      |
| Minister für Zusammenarbeit                    | Robert Galley        | 7. April 1978       | 14. Mai 1981      |
| Wirtschaftsminister                            | René Monory          | 7. April 1978       | 14. Mai 1981      |
| Haushaltsminister                              | Maurice Papon        | 7. April 1978       | 14. Mai 1981      |
| Minister für Umwelt und Lebenssituationen      | Michel d’Ornano      | 7. April 1978       | 14. Mai 1981      |
| Bildungsminister                               | Christian Beullac    | 7. April 1978       | 14. Mai 1981      |
| Ministerin für Universitäten                   | Alice Saunier-Séïté  | 7. April 1978       | 4. März 1981      |
| Landwirtschaftsminister                        | Pierre Méhaignerie   | 7. April 1978       | 14. Mai 1981      |
| Industrieminister                              | André Giraud         | 7. April 1978       | 14. Mai 1981      |
| Verkehrsminister                               | Joël Le Theule       | 7. April 1978       | 2. Oktober 1980   |
| Verkehrsminister                               | Daniel Hoeffel       | 2. Oktober 1980     | 14. Mai 1981      |
| Minister für Handel und Handwerk               | Jacques Barrot       | 7. April 1978       | 4. Juli 1979      |
| Minister für Handel und Handwerk               | Maurice Charretier   | 4. Juli 1979        | 14. Mai 1981      |
| Außenhandelsminister                           | Jean-François Deniau | 7. April 1978       | 2. Oktober 1980   |
| Außenhandelsminister                           | Michel Cointat       | 2. Oktober 1980     | 14. Mai 1981      |
| Minister für Jugend, Sport und Erholung        | Jean-Pierre Soisson  | 7. April 1978       | 14. Mai 1981      |
| Minister für Kultur und Kommunikation          | Jean-Philippe Lecat  | 7. April 1978       | 4. März 1981      |

### Beigeordnete Minister und Staatssekretäre
Dem Kabinett gehören ferner folgende Beigeordnete Minister und Staatssekretäre an:
| Amt                                                                                         | Name                   | Beginn der Amtszeit | Ende der Amtszeit  |
| ------------------------------------------------------------------------------------------- | ---------------------- | ------------------- | ------------------ |
| Beigeordnete Ministerin beim Premierminister für die Rechtsstellung von Frauen              | Monique Pelletier      | 11. September 1978  | 4. März 1981       |
| Beigeordneter Minister beim Premierminister für Verwaltungsreformen                         | Jean-François Deniau   | 2. Oktober 1980     | 4. März 1981       |
| Beigeordneter Minister beim Premierminister                                                 | Norbert Ségard         | 5. November 1980    | 1. Februar 1981    |
| Staatssekretär für Post und Telekommunikation                                               | Norbert Ségard         | 7. April 1978       | 5. November 1980   |
| Staatssekretär für Post, Telekommunikation und Rundfunk                                     | Pierre Ribes           | 5. November 1980    | 14. Mai 1981       |
| Staatssekretär für Veteranen                                                                | Maurice Plantier       | 7. April 1978       | 14. Mai 1981       |
| Staatssekretär beim Premierminister                                                         | Jacques Dominati       | 7. April 1978       | 14. Mai 1981       |
| Staatssekretär beim Premierminister für die Beziehungen zum Parlament                       | Jacques Limouzy        | 7. April 1978       | 14. Mai 1981       |
| Staatssekretär beim Premierminister für Forschung                                           | Pierre Aigrain         | 7. April 1978       | 14. Mai 1981       |
| Staatssekretär beim Premierminister für die Agrar- und Nahrungsmittelindustrie              | Michel Debatisse       | 22. Oktober 1979    | 14. Mai 1981       |
| Staatssekretär beim Premierminister für berufliche Bildung                                  | Jacques Legendre       | 2. Oktober 1980     | 14. Mai 1981       |
| Staatssekretärin beim Siegelbewahrer und im Justizministerium                               | Monique Pelletier      | 7. April 1978       | 11. September 1978 |
| Staatssekretär beim Siegelbewahrer und im Justizministerium                                 | Jean-Paul Mourot       | 11. September 1978  | 14. Mai 1981       |
| Staatssekretär im Ministerium für Gesundheit und Familie                                    | Daniel Hoeffel         | 7. April 1978       | 2. Oktober 1980    |
| Staatssekretär im Innenministerium für die Überseegebiete                                   | Paul Dijoud            | 7. April 1978       | 14. Mai 1981       |
| Staatssekretär im Innenministerium für lokale Behörden                                      | Marc Bécam             | 7. April 1978       | 2. Oktober 1980    |
| Staatssekretär im Außenministerium                                                          | Olivier Stirn          | 7. April 1978       | 14. Mai 1981       |
| Staatssekretär im Außenministerium                                                          | Pierre Bernard-Reymond | 11. September 1978  | 14. Mai 1981       |
| Staatssekretär für berufliche Bildung im Ministerium für Arbeit und Beteiligung             | Jacques Legendre       | 7. April 1978       | 2. Oktober 1980    |
| Staatssekretär für Fabrik- und Gastarbeiter im Ministerium für Arbeit und Beteiligung       | Lionel Stoléru         | 7. April 1978       | 14. Mai 1981       |
| Staatssekretärin für die Beschäftigung von Frauen im Ministerium für Arbeit und Beteiligung | Nicole Pasquier        | 7. April 1978       | 14. Mai 1981       |
| Staatssekretär für Wohnungsbau im Ministerium für Umwelt und Lebenssituationen              | Marcel Cavaillé        | 7. April 1978       | 2. Oktober 1980    |
| Staatssekretär für Umwelt im Ministerium für Umwelt und Lebenssituationen                   | François Delmas        | 7. April 1978       | 14. Mai 1981       |
| Staatssekretär im Ministerium für Gesundheit und soziale Sicherheit                         | Jean Farge             | 4. Juli 1979        | 12. Mai 1981       |
| Staatssekretär im Ministerium für Gesundheit und soziale Sicherheit                         | Rémy Montagne          | 2. Oktober 1980     | 14. Mai 1981       |
| Staatssekretär im Bildungsministerium                                                       | Jacques Pelletier      | 7. April 1978       | 2. Oktober 1980    |
| Staatssekretär im Landwirtschaftsministerium                                                | Jacques Fouchier       | 7. April 1978       | 14. Mai 1981       |
| Staatssekretär für klein- und mittelständische Industrie im Industrieministerium            | Jean-Pierre Prouteau   | 7. April 1978       | 14. Mai 1981       |